# Гречихин, Александр Андреевич
Александр Андреевич Гречихин (16 сентября 1937, Быково, Московская область, РСФСР, СССР — 31 июля 2009, Удельная, РФ) — советский и российский библиотековед и книговед, доктор филологических наук (1989), профессор (1992), член МАИ (1994).

## Биография
Родился 16 сентября 1937 года в Быково. Окончил Московский полиграфический институт и тут же устроился на работу в ГБЛ, а также в издательствах и органах НТИ. В 1975 году вернулся в Московский полиграфический институт в качестве преподавателя на кафедре книговедения и пропаганды книги. Будучи преподавателем, разработал специальный курс «Общая библиография» и создал по нему оригинальную учебно-методическую документацию. Жил и работал в Удельной, постоянно ездил на работу в Москву.
Скончался 31 июля 2009 года в Удельной. Похоронен на Родниковском кладбище в поселке Родники Раменского района.

## Научные работы
Основные научные работы посвящены библиотековедению, информационной культуре, книговедению и методикам работы с книгой и чтения. Автор свыше 100 научных работ.